# Free Yourself
Free Yourself is een nummer van de Britse zangeres Jessie Ware uit 2022. Het is de eerste single van haar vijfde studioalbum That! Feels Good!.
"Free Yourself" is een vrolijk en uptempo nummer waarop Ware veel meer de disco opzoekt dan ze eerder deed. Volgens Ware is het nummer "het begin van een nieuw tijdperk". Ware was op dat moment zelf ook in een vrolijke stemming omdat ze weer kon optreden en toeren, wat ze tijdens de coronapandemie niet kon. Het nummer bereikte de 45e positie in de Britse verkooplijst, maar bereikte de hoofdlijst niet in het Verenigd Koninkrijk. In Nederland moest de plaat het met een 20e positie in de Tipparade stellen. Wel werd het 3FM Megahit en bereikte het de 20e positie in de Mega Top 30 van dat station.

## Tracklijst
Muziekdownload
1. Free Yourself – 3:58

Muziekdownload - Paul Woolford remix
1. Free Yourself (Paul Woolford Remix) – 3:01
2. Free Yourself – 3:59

Muziekdownload - Eats Everything remix
1. Free Yourself (Eats Everything remix) – 4:03
2. Free Yourself (Paul Woolford remix) – 3:01
3. Free Yourself – 3:58

Muziekdownload - The Alias remix
1. Free Yourself (The Alias remix) - 3:12
2. Free Yourself – 3:58
3. Free Yourself (Eats Everything remix) – 4:03
4. Free Yourself (Paul Woolford remix) – 3:01

Muziekdownload - Melanie C remix
1. Free Yourself (Melanie C remix) - 5:11

7"-single
1. Free Yourself - 3:58
2. Free Yourself (Eats Everything Remix) – 4:03